# Nueva cumbia chilena
La nueva cumbia chilena, littéralement nouvelle cumbia chilienne, également appelée cumbia rock, est un sous-genre de la cumbia colombienne ayant émergé au Chili au début des années 2000. Les antécédents directs de ce mouvement sont visibles dans la musique de Joe Vasconcellos et Sexual Democracia dans les années 1990.

## Histoire

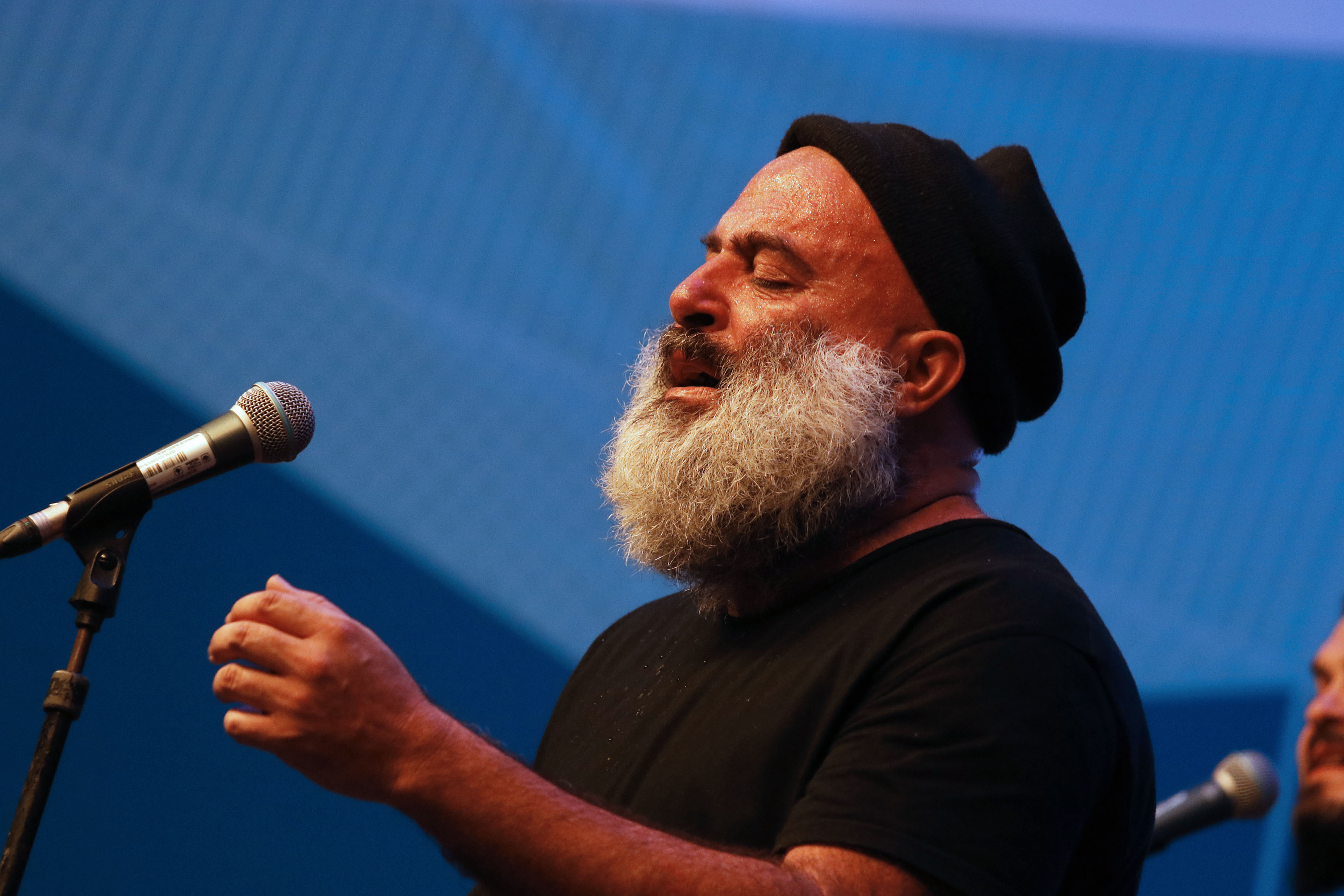
Aldo Asenjo avec Chico Trujillo, l'un des pionniers du genre.

Née de la volonté de développer commercialement le genre cumbia avec sa propre identité urbaine, elle s'est nourrie de différents styles - comme le rock, le hip-hop, et un grand nombre de genres latins tels que la musique andine, la salsa, le merengue, le reggae, les boléros, le ska, la musique afro-latine, ainsi que les groupes musicaux de La Tirana, ou encore le folklore des Balkans comme le klezmer et la musique tzigane. Bien qu'elle ait des influences variées, ses racines fondamentales reposent sur la tradition des groupes de musique tropicale qui ont émergé à partir des années 1950 au Chili, tels que l'Orquesta Huambaly, La Sonora Palacios, Los Viking's 5, Giolito y su Combo, Orquesta Cubanacán et Tommy Rey's Sonora, mais reformulée pour un public jeune et socialement transversal, et en opposition à la cumbia romantique chilienne (ou nueva movida tropical chilena), plus commerciale et standardisée, développée par des groupes comme La Noche, Américo et Noche de Brujas, et largement diffusée par les médias.
Elle se développe en parallèle et en réaction à l'essor de la cumbia villera en Argentine, de la chicha au Pérou et des nouvelles tendances associées à la cumbia et à la fusion latine dans toute l'Amérique latine. Le Galpón Víctor Jara, situé au cœur du Barrio Brasil, a été l'un des lieux où ce mouvement s'est répandu et développé, où il a également été partagé avec des auteurs-compositeurs-interprètes et des musiciens de fusion latino-américaine, ainsi que diverses manifestations culturelles. Un autre endroit où cette musique est devenue populaire est la Fonda Permanente, située dans le quartier bohème de  Barrio Bellavista de Santiago.
Ses principaux représentants sont Chico Trujillo, Juana Fe, La Mano Ajena, Banda Conmoción, Villa Cariño, Cholomandinga, Combo Ginebra, Santa Feria, Sonora 5 Estrellas, Tizana, La Sagrada, La Guacha, Guachupé, La Combo Tortuga, La Transa, Tomo Como Rey, Moral Distraída, Sonora Barón, Chorizo Salvaje, parmi de nombreux autres groupes émergents ou moins médiatisés, qui cherchent à faire connaître leur musique de manière indépendante et autogérée.
En 2018, Santaferia, par exemple, est le groupe le plus écouté sur Spotify, où, avec plusieurs groupes du genre, ils sont en tête des sondages et des listes de lecture.
Actuellement, les grands événements de cumbia organisés au Teatro Caupolicán ou à la Movistar Arena font à coup sûr salle comble si l'un des groupes les plus populaires en est la tête d'affiche. La Fiesta de Chile, le Festival del Terremoto 360° et bien d'autres festivals encore, sont populaires auprès des étudiants universitaires et des jeunes adultes au Chili.